# Olympus OM-1
La Olympus OM-1 è, fatta eccezione per la sua gemella la Olympus M-1 ritirata dal mercato dopo soli sei mesi a causa dell'omonimia con la concorrente Leica, la prima fotocamera del sistema OM.
Nata nel 1972 rivelava la vocazione della Olympus alla miniaturizzazione ottenendo subito un eccezionale successo commerciale. Il lancio pubblicitario in Italia della Olympus OM-1 fu fatto dall'agenzia di pubblicità GB Advertising con Senta Berger, Oliviero Toscani, Walter Bonatti ed altri noti fotografi professionisti.
Il creativo, titolare della GB Advertising, Giancarlo Bonetti, fu anche insignito nel 1976 di un riconoscimento da parte della autorevole rivista statunitense Adverting Age, per le due campagne pubblicitarie sui prodotti AKAI e OLYMPUS, come "case history". Bonetti conserva tuttora il primo esemplare della Olympus M-1, che era stato dipinto di bianco per la campagna pubblicitaria, poi ritirato per l'intervento di Ernst Leitz Wetzlar.
Piccola ed estremamente versatile, la Olympus OM-1 era una fotocamera reflex monobiettivo con otturatore a tendina completamente manuale.
L'unica batteria al mercurio da 1,3 V serviva soltanto ad azionare l'esposimetro che poteva essere acceso o spento mediante un interruttore posto sulla parte superiore della fotocamera.
La Olympus OM-1 ha rappresentato una vera rivoluzione per quanto riguarda il ridimensionamento delle fotocamere reflex. Le sue dimensioni, infatti, erano notevolmente inferiori rispetto a quelle di tutte le concorrenti di allora.
La filosofia che guidava la progettazione delle macchine fotografiche del sistema OM, di cui la OM-1 fu la capostipite, era che tutti i comandi fossero visibili semplicemente guardando la fotocamera dalla parte superiore. In pratica bastava un colpo d'occhio per verificare tutte le impostazioni, dai tempi di esposizione all'apertura del diaframma, dalla sensibilità della pellicola ed i valori di correzione dell'esposizione al contapose.
La OM-1 venne prodotta in due versioni, entrambe equipaggiabili con la slitta portaflash di tipo 1 (Accessory Shoe 1), che andava ad innestarsi su uno dei due contatti caldi presenti sul corpo. Era disponibile cromata e nera.
La OM-1MD era sostanzialmente la OM-1 che però era stata dotata degli attacchi e dei contatti per il Motor Winder e per il Motor Drive 1.
La OM-1n, prodotta successivamente, poteva essere equipaggiata con la slitta portaflash Accessory Shoe 4, che permetteva di adoperare gli automatismi del lampeggiatore in accordo con i valori di esposizione della fotocamera anche con i flash elettronici della serie T ed il flash Quick Auto 300/310.
Una Olympus OM-1 è presente nel quinto capitolo della saga videoludica di Far Cry.